# Jeri Ryan
Jeri Lynn Ryan (rojena Jeri Lynn Zimmerman), ameriška filmska in televizijska igralka, * 22. februar 1968, München, Nemčija.
Jeri Ryan je najbolj znana po svoji vlogi postavne nekdanje Borginje Sedem od devet (Seven of Nine) v znanstvenofantastični nanizanki Zvezdne steze: Voyager in po nekdanji zakonski zvezi s politikom Jackom Ryanom.